# Huejúcar
Huejúcar est un village et une municipalité de l'État de Jalisco au Mexique.

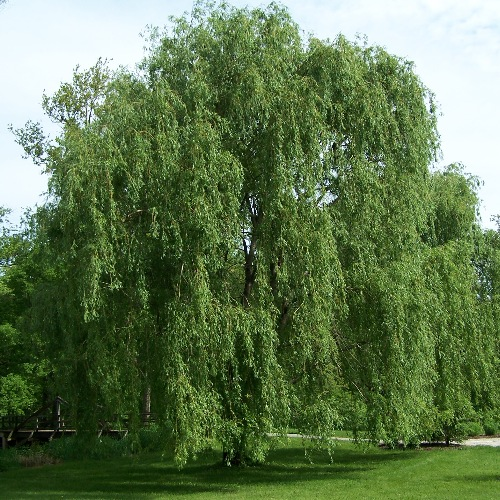
Un exemple de saule

La municipalité a 5 633 habitants en 2015.

## Situation
Huejúcar fait partie de la région Nord de l'État de Jalisco. Elle est desservie par la route fédérale 23 à environ 240 km de Guadalajara et 40 km de Jerez de García Salinas.
|                                 | Tepetongo (es) (Zacatecas)           |                             |
| Monte Escobedo (es) (Zacatecas) | Huejúcar                             | Villanueva (es) (Zacatecas) |
|                                 | Santa María de los Ángeles (Jalisco) |                             |

La municipalité est située entre 1 750 et 2 600 m d'altitude avec un relief montagneux entrecoupé de quelques vallées.
La municipalité appartient au bassin hydrographique Lerma-Chapala-Santiago qui débouche dans l'océan Pacifique.
Elle fait partie du bassin versant du río Bolaños (es).
Ses principales ressources en eau sont
le río Jerez,
le río Huejúcar,
le río San José
et le lac d'Achimec.

## Climat, flore et faune
La température moyenne annuelle est de 17,4 °C.
Les vents dominants viennent du sud-est.
Les précipitations annuelles moyennes font 530 mm.
Il pleut principalement de juin à août.
Il y a 10 jours de gel par an en moyenne.
La végétation est rare et se compose essentiellement de plantes et d'arbustes supportant la sécheresse telles que huizache, mezquite, pitaya, figuier de Barbarie et agaves. Les arbres sont peu nombreux, ce sont principalement des peupliers et des pins.
La faune comprend des lapins et des lièvres, des écureuils, des cerfs, des lynx roux, des oiseaux tels que le colin de Virginie et des reptiles tels que le serpent à sonnettes.
Les lacs et les rivières abritent notamment le poisson-chat, la truite et le tilapia.

## Histoire
Toute la région appartenait à la seigneurie de Colotlán à l'époque préhispanique. 
Cette région appartenait au manoir de Colotlán et ses habitants portaient le nom de tibultecos, guachichiles ou nayaritas, ils étaient en guerre continue avec les cazcanes de Zacatecas .
Elle a été conquise par les Espagnols en 1530 et intégrée à la Nouvelle-Galice.
Le nom de Huejúcar signifie « parmi les saules ».
Huejúcar devient une municipalité en 1861 et acquiert le statut de ville en 1873.

## Démographie
En 2010, la municipalité compte 6 084 habitants pour une superficie de 550,23 km2 dont 60% de population urbaine vivant au chef-lieu Huejúcar (3 647 habitants).
La population rurale habite dans une trentaine de localités dont les plus importantes sont Tlalcosahua, Las Bocas et San José de los Márquez avec 676, 309 et 299 habitants respectivement.
Au recensement de 2015, la population de la municipalité passe à 5 633 habitants.

## Gouvernement

### Présidents municipaux
| Terme                  | Président municipal                 | Parti politique |
| ---------------------- | ----------------------------------- | --------------- |
| 01/01/1983-31/12/1985, | Francisco Campos Casas              | PRI             |
| 01/01/1986-31/12/1988  | Juan Madera López                   | PRI             |
| 1989-1992              | Jorge Santacruz Flores              | PRI             |
| 1992-1995              | J. Everardo Chávez Sotelo           | PRI             |
| 1995-1997              | Francisco Santos Salas              | PRI             |
| 01/01/1998-31/12/2000  | Miguel Ángel Martínez Bañuelos      | PAN             |
| 01/01/2001-31/12/2003  | Bonifacio Rodrigo Silva de la Torre | PAN             |
| 01/01/2004-31/12/2006  | Miguel Ángel Martínez Bañuelos      | PAN             |
| 01/01/2007-31/12/2009  | Édgar Humberto Villarreal Macías    | PRI             |
| 01/01/2010-30/09/2012  | Bonifacio Rodrigo Silva de la Torre | PAN             |
| 01/10/2012-30/09/2015  | Francisco Santacruz Acuña           | PRI             |
| 01/10/2015-30/09/2018  | Álvaro García Salazar               | PRI             |
| 01/10/2018-28/02/2021  | Arcelia Díaz Márquez                | MC              |
| 01/03/2021-30/09/2021  | -                                   | -               |
| 01/10/2021-            | Arcelia Díaz Márquez                | MC              |

## Points d'intérêts
- Architecture religieuse : églises dédiées à saint Pierre et à saint François d'Assise édifiées aux XVIIe et XVIIIe siècles.
- Artisanat : terre cuite, chapeaux de fibres végétales, sandales huaraches.
- Cuisine locale : pipián aux graines de courge, nopales [note 5] au piment rouge et aux crevettes séchées, gâteau de pain appelé capirotada, bonbons, pulque et hydromel d'agave[1].